# Alexander Gode
 (avril 2008).
Alexander Gottfried Friedrich Gode-von-Aesch ou simplement Alexander Gode (30 octobre 1906 à Brême - 10 août 1970 à Mount Kisco dans l'État de New York aux États-Unis) est un linguiste germano-américain, traducteur, et le principal acteur dans la création de la langue construite Interlingua.

## Biographie
Né d’un père allemand et d’une mère suisse, Gode étudia à l'université de Vienne et à l'université de Paris, avant de partir pour les États-Unis dont il devint citoyen en 1927. Là, il enseigna à l'université de Chicago et à celle de Columbia ; dans cette dernière il passa son doctorat de germanistique en 1939.
Gode commença à travailler avec l'International Auxiliary Language Association (IALA) à partir de 1933, mais au début sa collaboration fut irrégulière. En 1936 l'IALA commença à s’orienter vers la création d’une nouvelle langue internationale auxiliaire et en 1939 Gode fut engagé pour y participer.
Après que la direction de la recherche eut été confiée à André Martinet, les points de vue des deux hommes se heurtèrent car Gode reprochait à Martinet une tendance à trop schématiser la nouvelle langue ce qui la ferait ressembler à l’Occidental. Gode, d’ailleurs, ne s’intéressait pas à la création d'une nouvelle langue, tentative où il voyait l’effet d’une créativité a priori ; il voulait tout simplement enregistrer le vocabulaire international tel qu’il existait déjà (essentiellement en partant de l’anglo-roman, c’est-à-dire des langues romanes et de l’anglais dans la mesure où il était une langue romane) ; travail qui devait être fait (et avait d’ailleurs été déjà fait avant l’arrivée de Martinet) en extrayant systématiquement les mots des langues sources existantes et en les modifiant de telle façon que chacune d’entre elles pût être considérée comme un dialecte avec ses propres spécificités. Après la démission de Martinet en 1948, résultat d’un désaccord salarial, Gode prit la direction et obtint les pleins pouvoirs pour exécuter son dessein. Le résultat fut l’Interlingua, dont le dictionnaire et la grammaire durent publiés en 1951.
En 1953 IALA fut dissoute, mais Gode devait continuer à travailler à l’Interlingua jusqu'à sa mort en traduisant dans cette langue des textes scientifiques et médicaux. Cette activité lui valut des récompenses de l'Association des écrivains médicaux américains et de la Fédération Internationale des Traducteurs.
Il était un des fondateurs et le premier président de l'Association des Traducteurs américains. C’est en son honneur que cette organisation décerne une Médaille Alexander Gode pour services exceptionnels rendus aux professions de traducteur et d’interprète.
Alexandre Gode mourut à l'hôpital d’un cancer et son épouse et ses deux enfants vivent encore.
La revue International Language Review a publié dans son nº 29–30 d’octobre 1962–mars 1963 un texte étrange en anglais où Gode exposait ses conceptions de la langue internationale. Il a été traduit en interlingua par B. C. Sexton, B.A., F.L.A., secrétaire de la British Interlingua Society, sous le nom de Cinque theses a clavar ad le portas de Babel et il était naguère encore considéré comme un des textes fondateurs de la langue et on pouvait le consulter sur le site de l’Union Mundial pro Interlingua (UMI).
L’article Interlingua du Wikipédia en français en ayant donné une analyse et signalé que les idées défendues par les Cinque Theses pouvaient sembler fort hétérodoxes aux yeux des partisans actuels de l’Interlingua, l’UMI a immédiatement préféré retirer le texte que l’on ne peut plus consulter chez elle mais qui est toujours disponible sur Wikibooks.